# Porsche 909

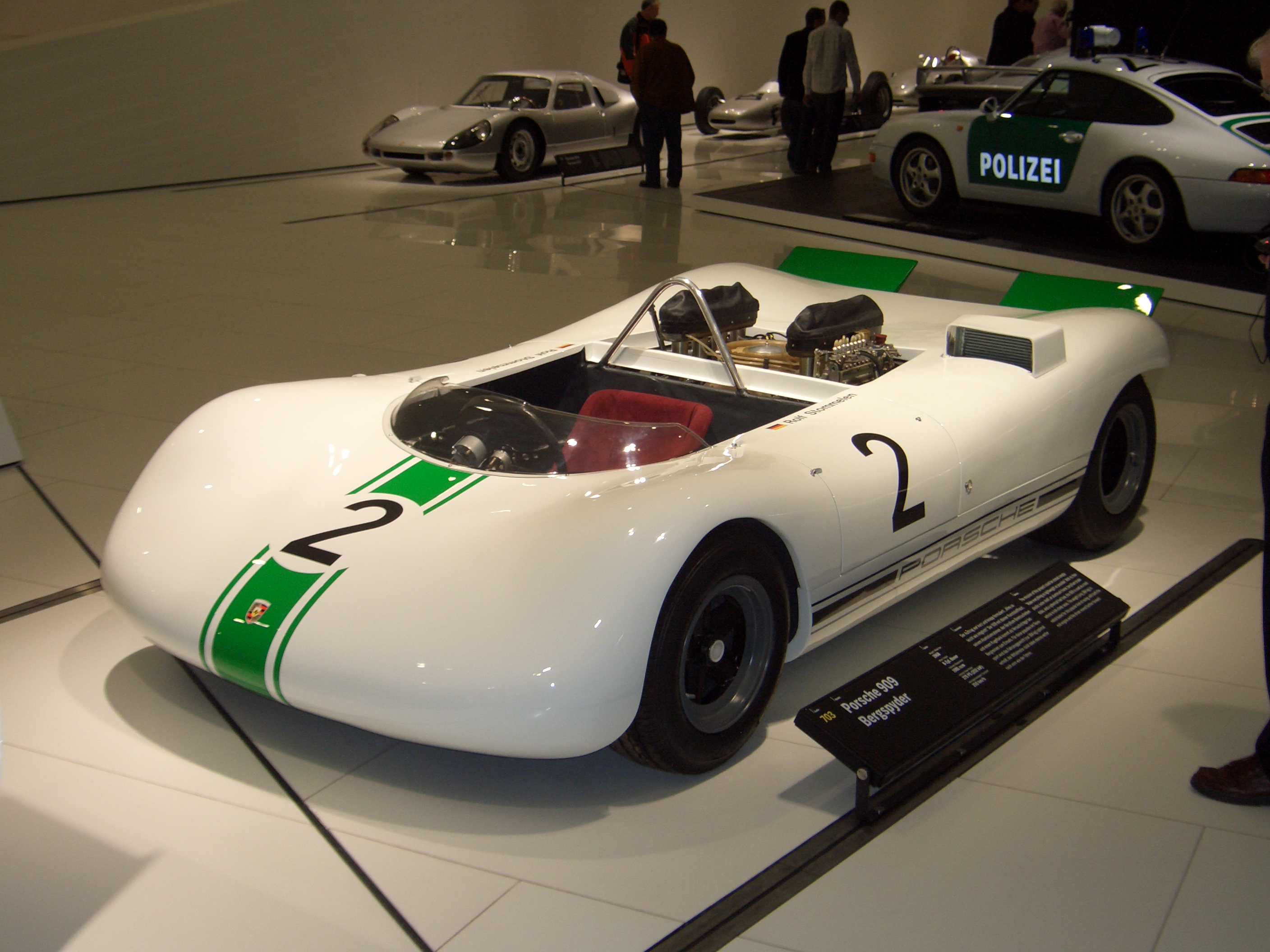
Porsche 909 Bergspyder gefotografeerd in het Porsche Museum, Stuttgart

De Porsche 909 is een raceauto gemaakt voor heuvelklimwedstrijden. De auto werd geïntroduceerd in 1968 om de door Ferrari gemaakte special de baas te zijn. De auto woog ongeveer 380 kilogram en had een tweeliter, 275 PK sterke achtcilinder boxermotor.
Er zijn twee 909's gemaakt, omdat de coureurs liever de 910 reden. De 909 was een gevaarlijke auto om mee te rijden. Zo zat de coureur helemaal voor in de auto met de voeten voor de vooras.
De 909 heeft nooit een race gewonnen, een tweede plaats was het hoogst haalbare, maar stond wel model voor latere succesvolle racemodellen als de 908/3 en de 917

## Modellen
- Lijst van Porschemodellen